# Sideling Hill
Sideling Hill est une petite montagne qui fait partie du plateau des Allegheny des Appalaches (faisant aussi partie du Appalaches Ridge-and-valley). Elle traverse la Virginie-Occidentale, le Maryland et la Pennsylvanie et atteint son point le plus haut à 704 m dans le comté de Fulton.

## Passage de la route
La coupe pour permettre le passage de la route Interstate 68 est profonde de 103,6 m et traverse la Sideling Hill, à environ 9,6 km à l'ouest de Hancock dans le comté de Washington. Elle est considérée comme un impressionnant passage de montagne fait de la main de l'homme, visible de nombreux kilomètres à la ronde. C'est l'une des zones où la roche est la plus exposée du Maryland et dans tout le nord-est des États-Unis. Presque 249,8 m de strates sont exposés dans ce passage. Bien que d'autres expositions de strates puissent surpasser la Sideling Hill en ce qui concerne l'épaisseur des strates exposées ou de la qualité de la structure géologique, peu peuvent égaler sa combinaison des deux.
Un centre d'exposition fut installé pour initier le public à ce qu'est la géologie du passage. Un pont piétonnier traverse l'Intersate 68 pour un meilleur accès à la paroi, en complément à une zone de pique-nique.

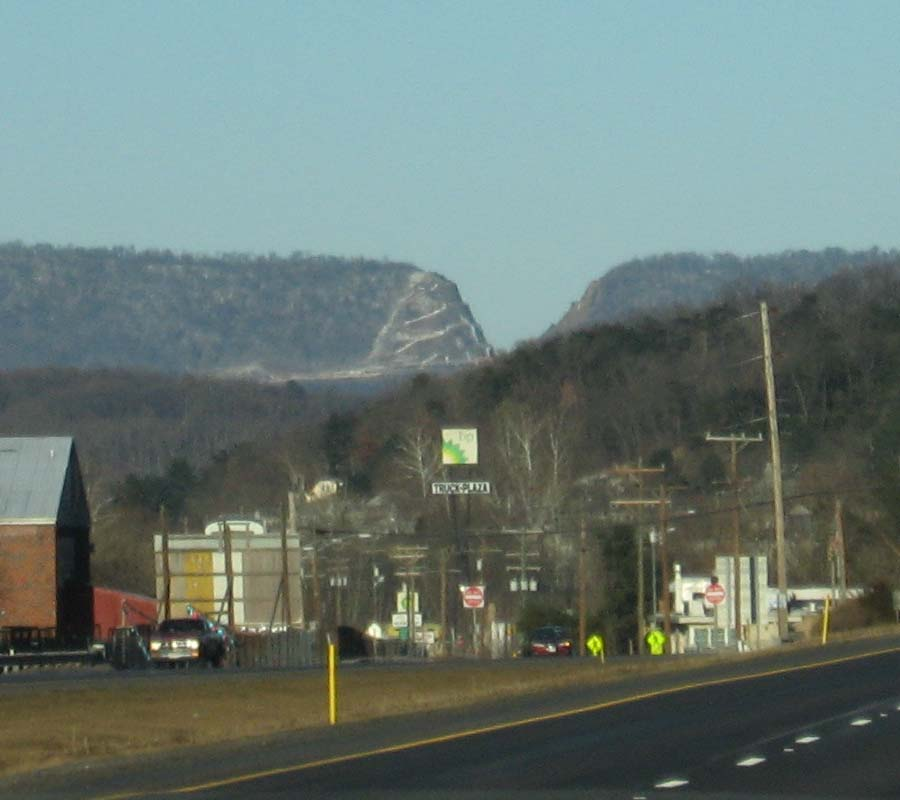
Le passage de l'Interstate 68 à travers la Sideling Hill.
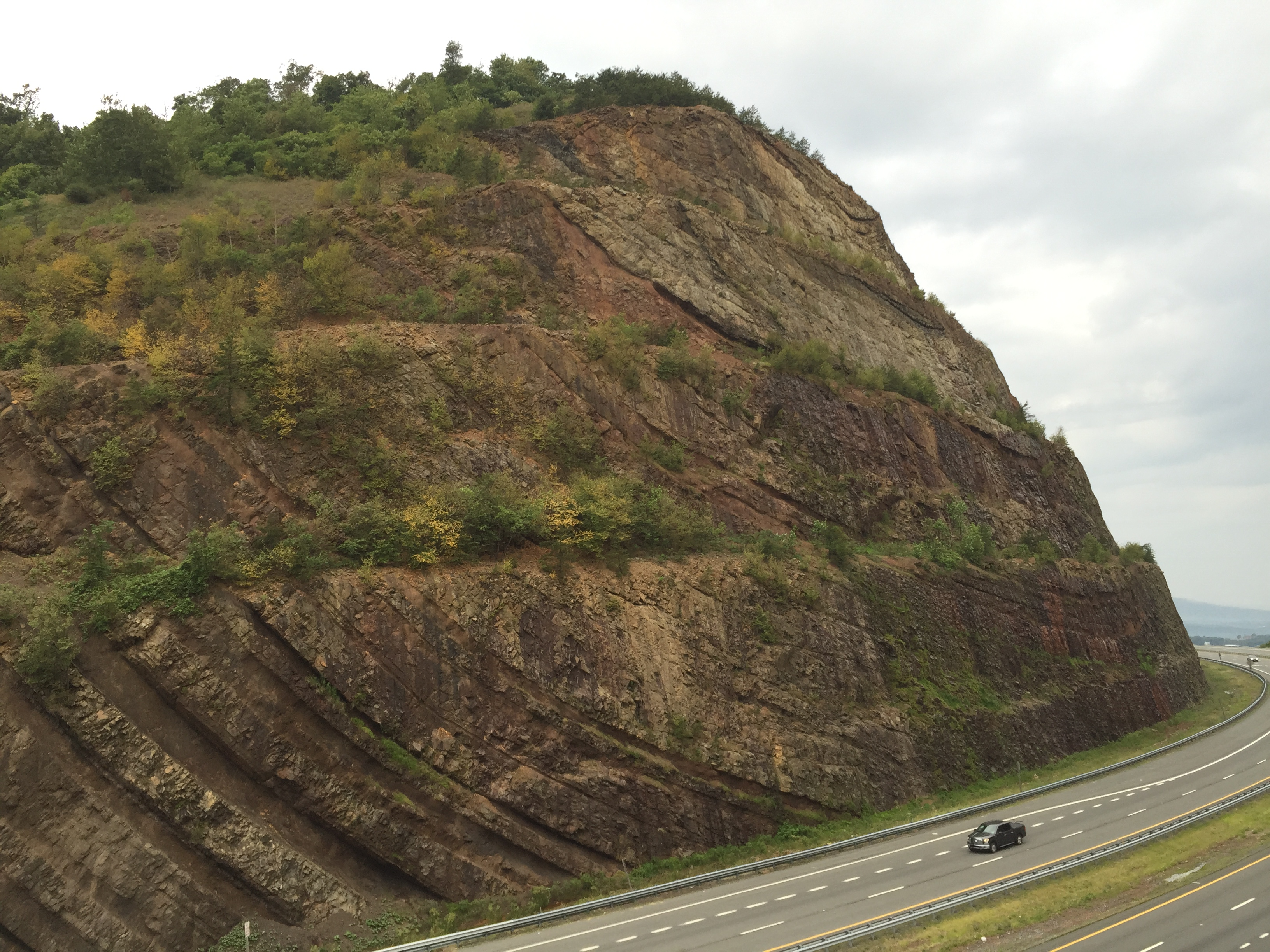
La trouée côté sud.